# Jacques-François de Chastenet, Marquês de Puységur
Jacques-François Chastanet, Marquês de Puységur, (Paris, França, 13 de agosto de 1656 - 15 de agosto de 1743) foi um
diretor geral e cavalheiro francês. Ele foi elevado à dignidade de marechal da França por Louis XV em 1734.

## Biografia

### Origens e família
Descendente de uma linha de cavalheiros originários na Gascogne - incluindo Nicolas de Chastenet, Senhor do Puységur (1482-1551), Lectoure cônsul em 1513, e seu filho Bernard Chastanet (1529-1600), Senhor de Puységur, cavalheiro ordinária e camareiro do rei e vice-seneschal de Armagnac. Filho de Jacques de Chastenet-Puységur (1600-1682), visconde de Buzancy, marechal de campo dos exércitos do rei e Marguerite du Bois Liege.
Ele nasceu em Paris em agosto de 1656 e serviu com a idade de 17 anos no regimento de infantaria do Rei, nunca deixando o serviço até sua morte em 1743.

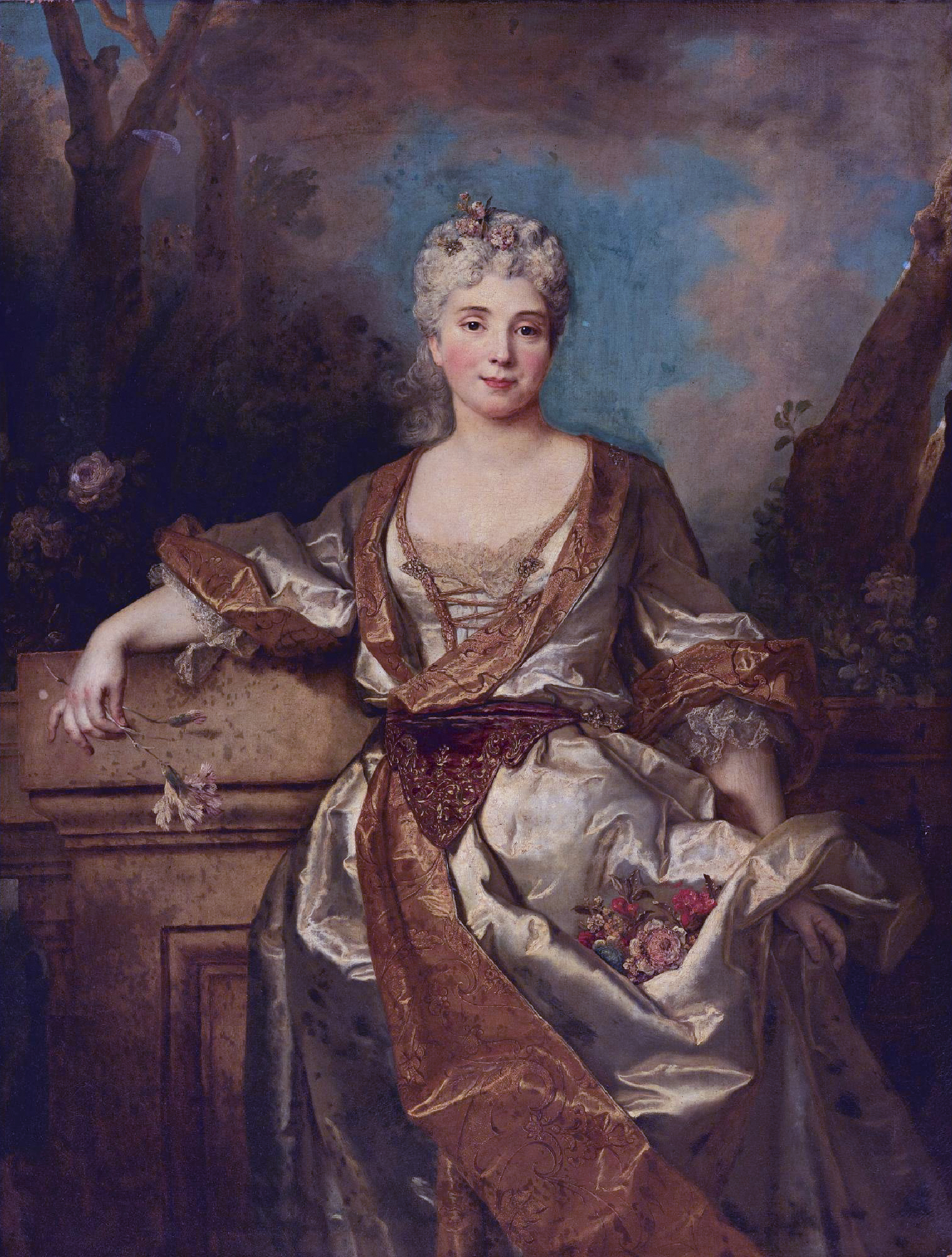
Jeanne-Henriette de Fourcy, Marquesa de Puységur (Nicolas de Largillière)

Ele se casou em 23 de setembro de 1714 com sua segunda esposa, Jeanne-Henriette de Fourcy Chessy, nascida em 9 de novembro de 1692 e faleceu no dia 17 de dezembro, 1737, a filha mais velha de Henri-Louis de Fourcy, conde de Chessy e Jeanne de Villars. Seus filhos foram:
- Jeanne-Henriette de Chastenet de Puységur, nascido 29 de agosto, 1715, casado 20 de março de 1736, a Charles-François Nettancourt, contar Vaubecourt. Eles não tiveram filhos.
- François-Jacques de Chastenet de Puységur, Grã-Cruz da Real Ordem Militar de St. Louis, tenente-general dos exércitos do rei (1716-1782)[1].
- Marie-Anne Chastenet de Puységur, nascido 21 de setembro de 1719, casado 21 de abril de 1740, o marquês Pierre de Civille, senhor de Saint-Mars e Buchy;
- Hélène-Adelaide Chastenet de Puységur, nascido 5 de fevereiro de 1726, morreu em agosto de 1748, que havia se casado, 16 de março 1744, o Marquês de Choisy-Moigneville Lorraine.

### Carreira militar
Ele fez uma carreira no regimento do Rei e tornou-se tenente-coronel. Excelente especialista em logística, regularmente consultado por Louis XIV para futuras campanhas, ele é associado por este último como o marcial informal. Louis XIV decidiu nomea-lo mesmo em vida, independentemente do grau em que ele seria bem-sucedido, "o Marechal Geral dos acampamentos e exércitos casa do rei". Ele é usado para o Exército Real francês e na Espanha, onde ele foi enviado por Luís XIV para reorganizar o exército e participar em particular no Siège de Barcelone.
Nomeado tenente-general em 1706, ele conseguiu investir em uma noite as fortalezas da Holanda em 1707. De acordo com a Regency, ele é um membro do Conselho de Guerra, em seguida, por Luís XV elevado à dignidade de marechal da França em 1734. Em 1739, Luís XV fez o Cavaleiro das ordens do rei (ordens de St. Michael e St. Espírito). Governador Conde de Bergues e nomeado comandante dos exércitos do norte, ele morreu em Paris em agosto 1743.
Teve-o por um tempo como tutor militar o duque de Borgonha, neto de Luís XIV e pai de Luís XV, ele foi um cavalheiro ao turno do jovem Luís XV.

## A Arte da Guerra
O manuscrito da A Arte da Guerra foi publicado por seu filho em 1748. Por isso, foi um estrategista que questionava sobre o mérito da remoção de piques e espingardas em favor da baioneta, quando as mesmas foram substituídas.
No século XVIII, a arte da guerra é subjetiva, porque todo mundo autera seu o jeito e a sua ideologia. Enquanto o campo de batalha é por excelência o lugar de honra e bravura, o aumento de armas de fogo põe em perigo o guerreiro perfeito. A questão tática destaca um problema social; e muitos estrategistas, como Jean-Charles de Folard ou François-Jean de Mesnil-Durand, quer o retorno de espadas e se recusam a considerar a utilidade de armas de fogo. Puységur se opõe a essa ideia.

## Decendência
Ele era o avô de: Armand Marie Jacques de Chastenet de Puységur (1751-1825) o Marquês de Puységur, oficial-general de campo de artilharia, que estava com Franz Anton Mesmer como um dos propagadores da teoria do magnetismo animal; de Antoine Chastenet de Puységur Hyacinthe (1752-1809), Conde de Puységur, oficial naval francês; de Maxime Jacques Chastenet de Puységur (1755-1848) Tenente-General; e Elizabeth-Flavie Chastenet de Puységur, que se casou com Charles-Louis David Mesgrigny, Conde de Aunay que tinha por armas em seu basão argent, um leão passant  de sable.